# Jan Rotrekl
Jan Rotrekl (* 27. listopadu 1985) je český basketbalista hrající Národní basketbalovou ligu za Brněnský basketbalový klub. Hraje na pozici křídla.
Je vysoký 195 cm, váží 93 kg.

## Kariéra
- 2004 - 2006 : Houseři Brno
- 2006 - 2006 : BBK Blansko (střídavý start v nižší soutěži)
- 2006 - 2007 : Brněnský basketbalový klub

## Statistiky
| Sezóna   | Soutěž      | Odehrané minuty | Průměr na zápas | Body | Průměr na zápas |
| -------- | ----------- | --------------- | --------------- | ---- | --------------- |
| 2004/05  | Mattoni NBL | 15.8            | 4.0             | 4    | 1.0             |
| 2005/06  | Mattoni NBL | 72.6            | 8.1             | 21   | 2.3             |
| 2006/07* | Mattoni NBL | 24.9            | 5.0             | 6    | 1.2             |

 *Rozehraná sezóna - údaje k 20.1.2007 